# Донські вірмени

М'ясниковський район — місце компактного розселення донських вірмен в Росії

Донські вірмени (вірм. Դոնահայեր, також ростовські вірмени, приазовські вірмени, анські вірмени або кримсько-анські вірмени) — історично сформована група вірмен, що проживає в значній кількості в пониззі Дону з 1779 року, після депортації російськими військами з Криму.

## Розселення
Донські вірмени компактно проживають у селах Чалтир, Крим, Великі Сали, Султан-Сали, Несвітай, Шахти, Шаумяновський тощо.
Сьогодні вірмени є другою за чисельністю етнічною групою в Ростовській області Російської Федерації та четвертою за чисельністю вірменською діаспорою в Росії серед суб'єктів федерації з населенням понад 100 тис. осіб (перепис 2010 року). У Ростові-на-Дону вірмени складають 3,4 % населення (перепис 2010 року). Це найвища частка вірмен серед міст-мільйонерів РФ. Також донські вірмени — єдина в Росії вірменська діаспора з територією компактного розселення: в Мясниковському районі вони складають 56,1 % населення. У сусідньому Єгорлицькому районі їх частка становить 8,5 % населення.
Розмовляють своєрідним нор-нахічеванським (типологічно анійським) діалектом західновірменської мови, що відрізняє їх від східновірменських діалектів інших вірменських груп Росії. Зараз практично всі говорять російською. Після переселення до Російської імперії вони користувалися привілеями та мали внутрішнє самоврядування у формі магістрату.
Культурною столицею донських вірмен було місто Нахічевань-на-Дону. У 1928 році його об'єднали з сусіднім містом Ростовом-на-Дону.
У 2022 році українські журналісти з'ясували, що викрадення українського зерна з окупованих територій та його вивезення до Росії контролює угруповання т. зв. «ростовських вірмен», нащадків вірмен, депортованих росіянами з Криму на Дон.

## Історія
Походять із Вірменського Нагір'я і Понта, звідки вони почали переселятися до Криму з початком візантійсько-сельджуцьких воєн. Донські вірмени в своїй основній масі є нащадками жителів міста Ані. Це місто було столицею середньовічної Вірменії. Ані був процвітаючою і багатою столицею царства Багратидів (з 961 р.) з населенням 100 тис. чоловік.
До Криму переселилася велика група біженців з Анни, яка раніше жила в Кілікії. Вірмен радо зустрічали генуезці, вони користувалися всіма правами і навіть мали особливі привілеї. Вірмени і генуезці жили досить дружно і при необхідності рука об руку захищалися від зовнішніх ворогів. Таке загалом безтурботне життя серед вірмен тривало до 1475 року, коли турецький султан Мехмед II спорядив флот і наказав дотлі зруйнувати Кафу. Частина жителів втекла в гори, багато хто знайшов порятунок у кримськотатарських селах. Інша частина вірмен та інших християн також покинула півострів. Вони знаходили притулок у Польщі, Молдові, Валахії та інших країнах. Ті з вірмен, що залишилися, незабаром змогли відновити свій економічний вплив на півострові. Вони разом з урумами і румеями становили на той час значну частину міського населення в Криму..
14 листопада 1779 року Катерина Друга ухвалила Указ, яким з Криму в Приазов'я депортували значні за чисельністю групи християнського населення. Греки були переселені в район нинішнього Маріуполя, а вірмени — «в округу фортеці святого Димитрія Ростовського».
Віра Полив'яна зазначає, що виселення вірмен було здійснено з метою колонізувати чорноземні землі Донського краю та послабити економічну незалежність Кримського хана, який обкладав вірмен великими податками. Відповідальним за переселення вірмен був призначений полководець Олександр Суворов.